# Xenentodon
Xenentodon is een geslacht van straalvinnige vissen uit de familie van de gepen (Belonidae).

## Soorten
- Xenentodon cancila (Hamilton, 1822)
- Xenentodon canciloides (Bleeker, 1854)